# Genís Garcia i Junyent
Genís Garcia i Junyent (Sabadell, 7 de juny de 1975) fou un futbolista català de les dècades de 1990 i 2000.

## Trajectòria
És germà dels també futbolistes Òscar i Roger. Es formà al futbol base del FC Barcelona, però mai aconseguí formar part del primer equip blaugrana. Fou jugador del FC Barcelona C i del FC Barcelona B. Amb el primer equip debutà el 8 de novembre de 1994, essent jugador del Barcelona C, en un partit amistós davant el Blackburn Rovers jugat a Almeria. El 17 de juny de 1997, durant la final de la Copa Catalunya, coincidí per primera i únic cop amb els seus germans al primer equip. Aquest fet només havia succeït abans al club amb els germans Morris i Comamala. L'any 1997 fou traspassat al Centre d'Esports Sabadell, on jugà durant nou temporades a Segona B, i arribant a ser capità de l'equip, retirant-se el 2005 després d'una lesió al turmell.